# Єйськ
Є́йськ — місто в Росії, адміністративний центр Єйського району Краснодарського краю. Населення — 88,341 тис. мешканців (2006). Лежить на березі Таганрозької затоки Азовського моря, біля гирла річки Єя за 247 км на північний захід від Краснодару, за 172 км на південний захід від Ростова-на-Дону. Приморський кліматичний та бальнеомуловий курорт. Порт на Азовському морі. Залізнична станція Єйськ. Аеродром.

## Історія
Ще у 1777—1778 роках на місці сучасного Єйська побудували так зване Ханське містечко, що мало стати запасною столицею князівства і резиденцією ставленика Росії, кримського хана Шагин-Гирея. У 1783 році біля стін Ханського містечка у присутності військ Олександра Суворова було зачитано маніфест про приєднання Криму, Тамані і Правобережної Кубані до Росії.
У 1847 році з ініціативою створення портового міста біля початку Єйської коси виступив отаман Чорноморського козацького війська Григорій Рашпіль. Ідея була активно підтримана намісником Кавказьким князем Михайлом Воронцовим, результатом діяльності якого став Указ Імператора Миколи I від 5 березня 1848 року.
Днем заснування міста вважається 19 серпня 1848 року (31 серпня 1848 року за новим стилем). Першим тимчасовим начальником міста став Петро Литевський. У 1849 році його замінив вже постійний градоначальник — князь Олександр Голіцин.
Під час Кримської війни 1853—1856 Єйськ дуже постраждав від обстрілів англійської ескадри, що увійшла в Азовське море. Найтрагічніші події для Єйська розгорнулися 22-24 жовтня 1855 року, коли місто під безперервним обстрілом було атаковане морським десантом. За час війни у Єйську згорів кожен десятий будинок.
У другій половині XIX століття в Єйську відкриваються кілька навчальних закладів (трирічне повітове училище, Кубанська військова гімназія, Реальне шестикласне училище, Ксенинська жіноча гімназія тощо), виконується брукування більшості вулиць. З 1875 року в Єйську з'являється регулярне освітлення вулиць.
На початку ХХ сторіччя Єйськ перетворюється на великий центр міжнародної торгівлі, і стає культурним центром Півдня Росії. У 1904 році з ініціативи міської влади проводиться реконструкція порту, а у 1911 Акціонерне товариство Єйська залізниця, створене за ініціативи міського голови В. Ненашева, відкриває залізничне сполучення. З 1912 року в місті розвивається курортна справа. На базі відкритих біля міста запасів сірководневої води та грязей Ханського озера виник бальнеологічний курорт, існуючий по цей час.
Під час Першої світової війни значення Єйська як міжнародного порту падає: через нього йдуть переважно тилові армійські перевезення.
Після Жовтневого перевороту у 1917 році влада в Єйську переходила з рук в руки у цілому шість разів. На Єйському півострові було своє протистояння «білих» і «червоних». Символом червоних було місто Єйськ. Козацькі ж станиці Єйського півострова були на боці білих. Радянську владу у Єйську уперше було встановлено 2 лютого 1918 року. У ніч з 30 квітня на 1 травня відбувся кровопролитний штурм Єйська білими козаками, який, проте, було відбито. Наступну спробу опанувати Єйськ було здійснено на початку липня, коли протягом однієї ночі білогвардійський десант, чисельністю близько 600 осіб, захопив морський порт і кілька кораблів, що стояли на рейді. Втім, захопити Єйськ Білий рух спромігся тільки за кілька днів — 12 липня (25 липня за новим стилем). Більшовики повернули собі місто вже у березні 1920 року.
5 травня 1920 року заснували Єйський історико-краєзнавчий музей, є сьогодні одним з найстаріших музеїв Кубані. У 1921 році почав функціонувати санаторій «Єйськ». У 1920—30-і роки місто розвивалося як промисловий центр. Упродовж цього терміну було побудовано заводи «Молот» (завод «Поліграфмаш»), «Сельхоззапчасть» (Верстатобудівний завод) та інші. З початку тридцятих років в Єйську засновується військове-морське училище льотчиків, виховавши більш трьохсот героїв Радянського Союзу і Росії. У 1939 році Єйськ стає містом крайового підпорядкування у складі Краснодарського краю і адміністративним центром Єйського району.
Під час Німецько-радянської війни Єйськ постійно піддавався бомбардуванням німецької авіації. А 22 квітня 1942 року бомбардувальники скидали не бомби, а листівки такого змісту: «Не ліпить пирогів, не місіть тесту. 23-го числа не знайдете місця». Наступного дня, на Великдень бомбардування міста була особливо сильною. Окупація міста тривала з серпня 1942 року до початку лютого 1943 року. Саме тоді німецькими нацистами проводилися масові арешти і розстріли єйчан. Особливо жорстоким було знищення у газвагені 214 дітей дитячого будинку.
У жовтні 1942 року створюється Єйський окружний провід ОУН на чолі зі Спиридоном Ткаченком — «Голубом». У групу входили «Схід» (Дмитро Матейчук) та «Зоряні» (Василь Яворів). Підпільники мали зв'язок із Великою Україною через Маріуполь.
Після закінчення війни в стислі терміни було відновлено залізничний вокзал, морського порту, об'єкти соціальної інфраструктури, основні заводи і фабрики. З року в рік в Єйськ приїжджало дедалі більше і більше відпочиваючих, особливо у літній час. Теплі води Таганрозької затоки і Єйського лиману, і навіть лікувальні грязі, які не поступаються за своїми властивостями грязям Мертвого моря, приваблювали людей з країни. У міських парках культури та відпочинку встановлювалися різноманітні атракціони, виготовлені на Єйському заводі «Атракціон». У місті функціонували концертні майданчики, кілька кінотеатрів, безліч кав'ярень та ресторанів, працювало кілька готелів, продовжував розвиватися санаторій «Єйськ». У радянські часи місто активно будувався: з'являлися нові житлові мікрорайони, такі як 2-й, 38-й, «Сонячний», Військове містечко.
При наборі висоти для навчально-тренувального польоту на житловий будинок в місті 17 жовтня 2022 року упав військовий літак Су-34. Унаслідок катастрофи постраждали жителі 9-поверхівки. Льотчики катапультувалися.
17 липня 2023 року у лиман поблизу міста впав російський штурмовик Су-25, пілот катапультувався. Літак впав в Єйський лиман — затоку на північному сході Азовського моря. У пілота не спрацював рятувальний жилет. Він став тонути у воді через парашут, який потягнуло на дно. Росіянин перебував під водою близько 10 хвилин, він не вижив — його не змогли реанімувати дорогою до лікарні.

## Населення
За переписом 1897 року у місті проживало 35 414 осіб (17 981 чоловік та 17 433 жінки). Розподіл населення за мовою згідно з переписом 1897 року:
| Мова       | Осіб   | Відсоток |
| ---------- | ------ | -------- |
| російська  | 25 600 | 72,29 %  |
| українська | 8 921  | 25,19 %  |
| вірменська | 250    | 0,71 %   |
| польська   | 143    | 0,40 %   |
| грецька    | 132    | 0,37 %   |
| німецька   | 86     | 0,24 %   |
| білоруська | 62     | 0,18 %   |
| єврейська  | 61     | 0,17 %   |
| інші       | 159    | 0,45 %   |
| Разом      | 35 414 | 100 %    |

## Архітектура
Єйськ внесений до списку історичних місць Росії. Перший генеральний план міста був стверджений ще засновником Єйська князем М. С. Воронцовим у 1849 році. Проект передбачав перпендикулярну перспективу 22-х міських вулиць, кілька площ, а також центральний проспект. У 1854—1856 роках був зведений Гостиний двір, що є зараз пам'яткою історії й архітектури. У 1890—1897 році була забрукована площа усередині Гостиного двору, а також навколишні вулиці.

## Транспорт
Місто обслуговується послугами однойменного аеропорту Єйськ, автовокзалом та залізничною станцією.

## Географія

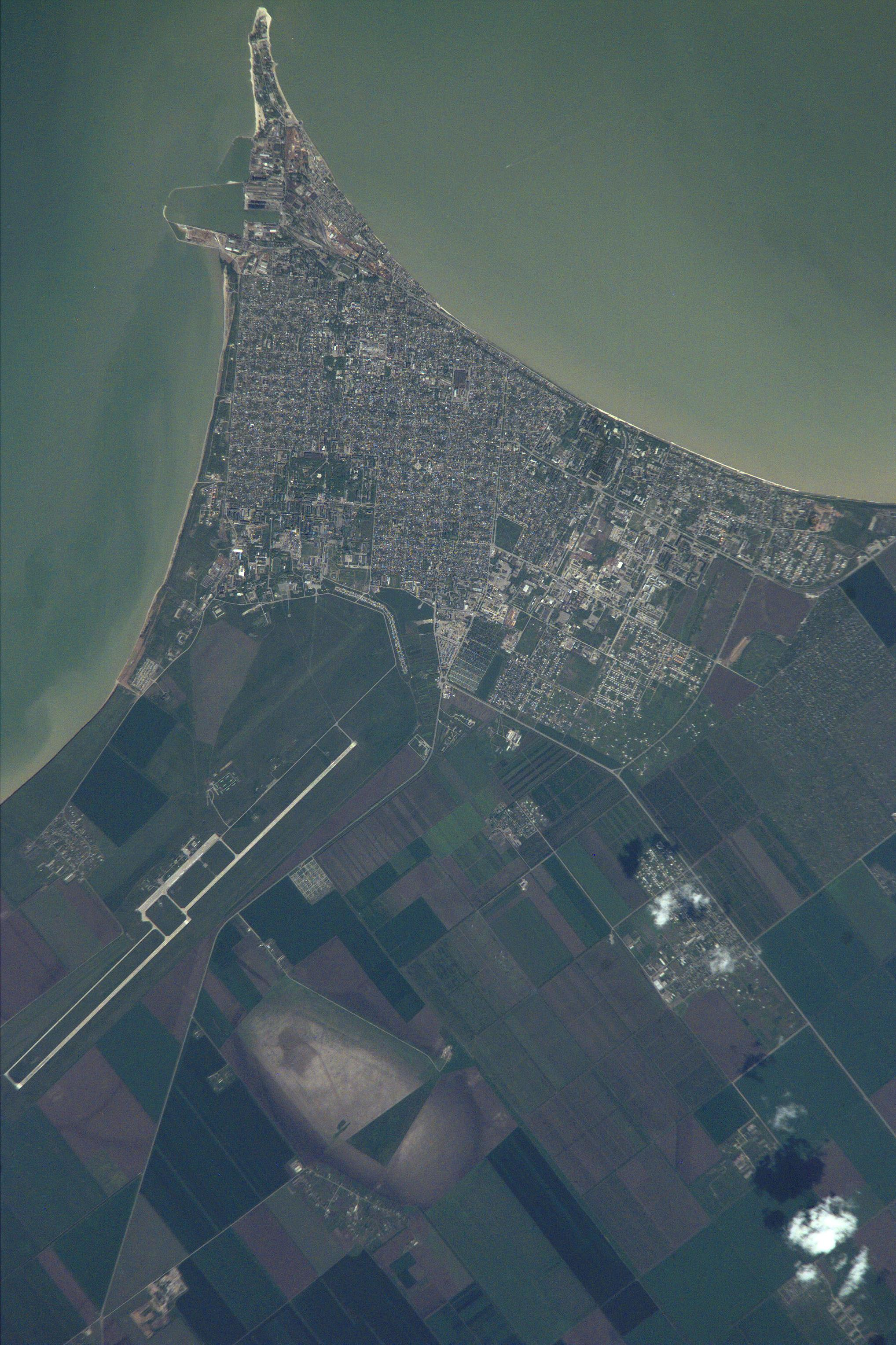
Місто Єйськ вид з космосу

Розташований Єйськ на північно-східному закінченні Єйського півострова, біля основи Єйської коси. Узбережжя міста омивається зі сходу водами Єйського лиману (найбільшого на Північному Кавказі, — площа близько 244 км2) і з заходу — водами Таганрозької затоки Азовського моря. У трьох кілометрах від закінчення Єйської коси розташований однойменний острів Єйська коса, що зовні нагадує Атол, тобто острів у формі кільця з захищеною лагуною всередині.
Єйськ - найпівнічніше місто Краснодарського краю; саме тому набув поширення слоган «з Єйська починається Кубань». 
Щодо крайового центру, міста Краснодара, Єйськ розташований в 247 км на північний захід, а щодо столиці Південного федерального округу, міста Ростова-на-Дону — в 172 км на північний захід.

### Клімат
Зима м'яка, постійного снігового покрову не утворює. Середня температура січня −4 °C.
Літо дуже тепле, середня температура липня +24С, відносна вологість близько 60 %.
Купальний сезон з травня по вересень (температура води +19С… — +25С).
| Клімат Єйську           | Клімат Єйську | Клімат Єйську | Клімат Єйську | Клімат Єйську | Клімат Єйську | Клімат Єйську | Клімат Єйську | Клімат Єйську | Клімат Єйську | Клімат Єйську | Клімат Єйську | Клімат Єйську | Клімат Єйську |
| Показник                | Січ.          | Лют.          | Бер.          | Квіт.         | Трав.         | Черв.         | Лип.          | Серп.         | Вер.          | Жовт.         | Лист.         | Груд.         | Рік           |
| Абсолютний максимум, °C | 14,8          | 27,0          | 28,2          | 29,0          | 35,0          | 38,5          | 38,7          | 40,2          | 34,8          | 32,0          | 27,0          | 19,0          | 40,2          |
| Середній максимум, °C   | 1,9           | 3,2           | 8,1           | 16,4          | 21,9          | 25,7          | 29,9          | 29,7          | 23,6          | 16,5          | 9,1           | 3,5           | 15,8          |
| Середня температура, °C | −0,8          | −0,1          | 4,8           | 11,4          | 16,7          | 21,0          | 24,2          | 24,0          | 18,5          | 12,0          | 5,3           | 1,1           | 11,5          |
| Середній мінімум, °C    | −3,4          | −3,3          | 1,4           | 6,3           | 11,4          | 16,3          | 18,4          | 18,2          | 13,3          | 7,4           | 1,5           | −1,4          | 7,2           |
| Абсолютний мінімум, °C  | −30           | −29           | −21           | −6,1          | −1            | 4,0           | 11,9          | 9,0           | 1,1           | −9,4          | −20           | −25           | −30           |
| Норма опадів, мм        | 53            | 43            | 48            | 44            | 39            | 48            | 26            | 25            | 35            | 32            | 41            | 60            | 494           |
| ----------------------- | ------------- | ------------- | ------------- | ------------- | ------------- | ------------- | ------------- | ------------- | ------------- | ------------- | ------------- | ------------- | ------------- |

## Відомі особи

### Уродженці
В місті народилися:
- Гончаров Олександр Георгійович — російський радянський письменник, журналіст.
- Кальченко Іван Іванович (1910—1952) — український радянський хірург, заслужений діяч науки УРСР, заслужений лікар Удмурдської АРСР.
- Нагорний Іван Петрович — начальник канцелярії військового міністерства УНР.
- Радіонов Борис Васильович (1937—2022) — український торакальний хірург, пульмонолог, доктор медичних наук.
- Селецький Руслан Ігорович (нар. 12 червня 1996) — російський соціолог, кількісний дослідник[en] Інституту освіти[en] Університетського коледжу Лондона[22].
- Цимбал Євген Васильович — радянський і російський кінорежисер, сценарист, актор.

### Пов'язані
- У місті проживав і був похований український атлет Піддубний Іван Максимович.